# David Frum

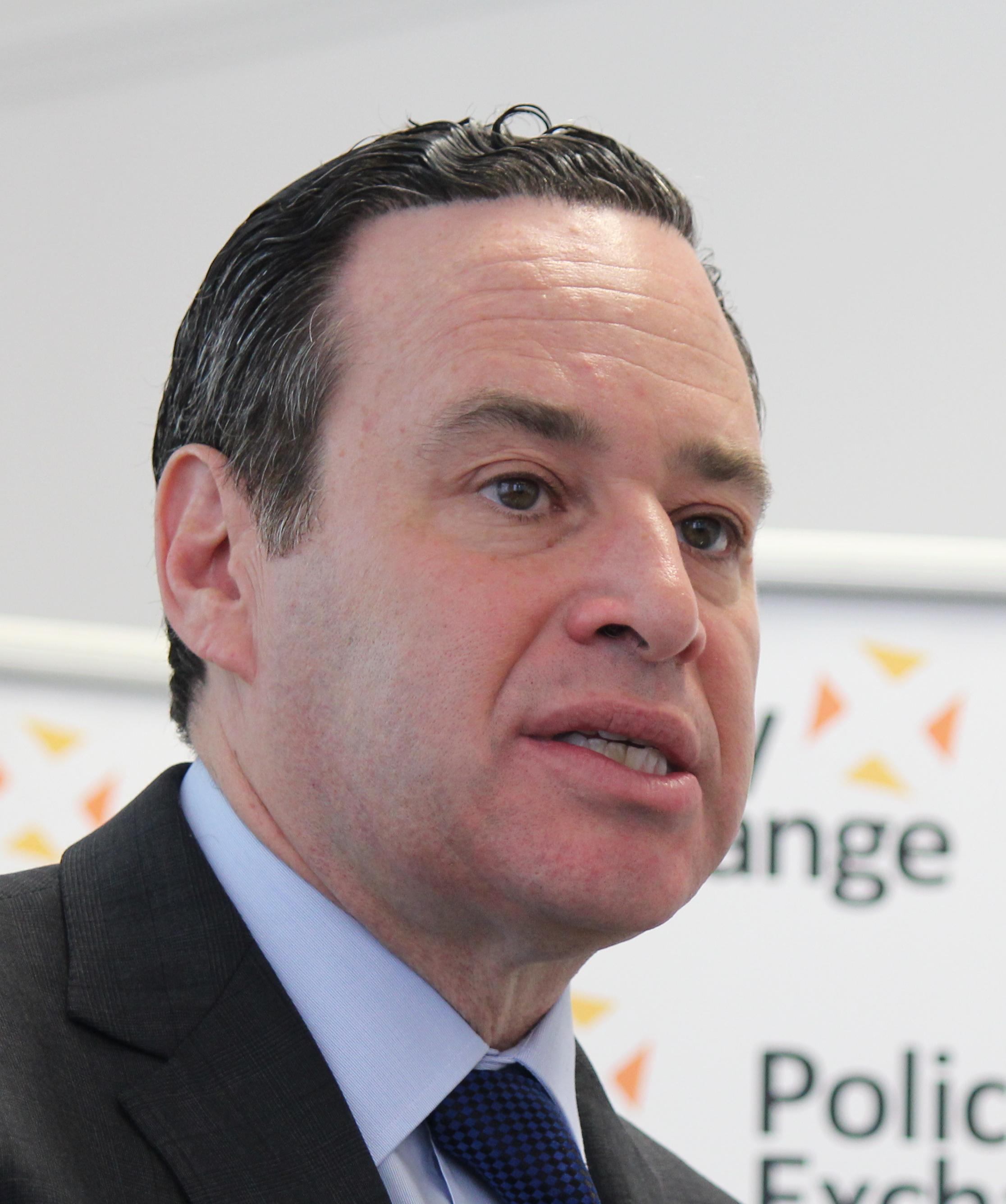
David Frum (2014)

David Frum (* 1960 in Toronto, Kanada) ist ein konservativer kanadisch-US-amerikanischer politischer Journalist und Buchautor. Er war ökonomischer Redenschreiber des früheren US-Präsidenten George W. Bush und Mitarbeiter beim American Enterprise Institute. Aus beiden Positionen schied er nach Kontroversen aus und arbeitet seither als Journalist und Publizist für verschiedene Zeitungen und Magazine und seinen Blog FrumForum.
Frum gilt als Erfinder der Redewendung „Achse des Bösen“. Er war Mitglied des Canada-Israel Committee, ist heute Mitglied beim American Israel Public Affairs Committee (AIPAC) und sitzt im Vorstand der Republican Jewish Coalition.

## Ausbildung und Anfänge als Journalist
Frum ist der Sohn der jüdisch-kanadischen Journalistin Barbara Frum (1937–1992) und des Immobilienunternehmers Murray Frum (1931–2013). Er besuchte bis 1978 die University of Toronto Schools und studierte danach an der Yale University, wo er 1982 sein Studium mit einem Bachelor und Master of Arts in Geschichte abschloss. 1987 erlangte er einen Juris Doctor an der Harvard Law School. Er arbeitete zuerst in Toronto beim Magazin Saturday Night, von 1989 bis 1992 für das Wall Street Journal, und danach bis 1994 fürs Forbes Magazine und anschließend bis 2000 für das neokonservative Manhattan Institute.

## Redenschreiber für George W. Bush
2000 wurde Frum, den Thomas Kleine-Brockhoff in Die Zeit als „blitzgescheiten Rechten“ bezeichnete, als einer der Redenschreiber für den neugewählten US-Präsidenten George W. Bush angestellt und war einer der wenigen Ausländer, die im Weißen Haus arbeiteten.
Nach Frums Angabe stammt Bushs bekannte Redewendung der „Axis of Evil“, „Achse des Bösen“, teilweise von ihm. Er habe im ersten Entwurf der State of the Union Rede, in der Bush den Ausdruck erstmals verwendete, terroristische Organisationen und extremistische Regierungen als „Axis of Hatred“ (Achse des Hasses) bezeichnet, was dann von anderen in „Axis of Evil“ geändert wurde. Seine Frau, die kanadische Journalistin Danielle Crittenden, prahlte seinerzeit in e-mails damit, was zu einem Eklat führte. Frum kündigte kurz darauf seine Stelle Ende Februar 2002, wobei nach Angaben Frums und des Weißen Hauses die Kündigung nichts mit der Indiskretion zu tun gehabt haben soll.

## Tätigkeit beim American Enterprise Institute

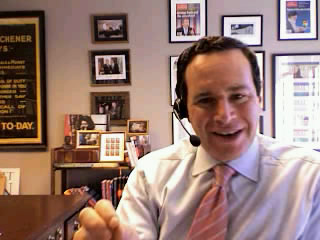
David Frum (2007)

2003 wurde Frum vom American Enterprise Institute, einer konservativen Denkfabrik, eingestellt und arbeitete dort bis März 2010 als Fellow.
Zusammen mit Richard Perle veröffentlichte Frum 2004 An End to Evil. Darin empfehlen die Autoren unter anderem, dass alle Bürger der USA jederzeit einen Ausweis mit biometrischen Daten oder ihrer DNS bei sich haben müssen, eine Ausdehnung des Begriffs des „Terroristen-Sympathisanten“ und befürworten eine Erweiterung der Befugnisse des Geheimdienstes. Außenpolitisch sollten sich die USA nach Meinung der Autoren unter anderem auf einen Angriff auf Syrien vorbereiten und die Bemühungen für einen Friedensprozess im Nahen Osten abbrechen.
Frum hat 2005 die Nominierung von Harriet Miers als Verfassungsrichterin durch Präsident Bush hart kritisiert und nannte Miers „eine zweitklassige Kandidatin ohne klares konservatives Profil“ und erachtete sie als ungenügend, um die von den Republikanern angestrebte konservative Kontrolle über das Verfassungsgericht zu verstärken. Miers hatte aufgrund des Drucks verschiedener Kreise später Bush gebeten, ihre Nominierung zurückzuziehen.
Frum hatte die US-amerikanische Staatsangehörigkeit beantragt und erhielt sie im September 2007.
Unmittelbar vor seiner Kündigung beim AEI im März 2010 hatte Frum die Bemühungen um die Einführung einer gesetzlichen Krankenversicherung in den USA unterstützt und die Nähe der Republikaner zum Nachrichtensender Fox News kritisiert.

## Seit 2009
Seine Mitarbeit bei der National Review, wo er einen populären Blog betreute, kündigte Frum 2008 und gründete am Tag der Inauguration von Präsident Barack Obama seinen eigenen Blog „NewMajority.com“, den er später in „FrumForum.com“ umbenannte. Daneben schreibt er Kolumnen für die kanadische National Post und andere amerikanische und kanadische Zeitungen.
Frum schrieb 2011, er wolle mit seinem Blog die Republikanische Partei und die konservative Bewegung modernisieren. Selbstkritisch schrieb er dazu:
In den letzten drei Jahren habe ich über meinen eigenen Konservatismus nachgedacht. Meine grundlegenden politischen Prinzipien sind die gleichen geblieben: Freie Märkte, amerikanische Führungsposition in der Welt, Festhalten an überlieferten moralischen und kulturellen Traditionen. Aber ich kann meine Augen nicht davor verschließen, dass die freie Marktwirtschaft in den letzten Jahren zu einigen schädlichen und gefährlichen Ergebnissen geführt hat. Oder dass die Außenpolitik, die ich befürwortete, nicht den Erfolg gezeitigt hat, den ich mir wünschte. Oder dass Traditionen sich weiterentwickeln müssen, wenn sie Bestand haben sollen. Daneben gibt es auch neue Prinzipien, die Bestandteile eines mehrheitsfähigen Konservatismus sein müssen: Schutz der Umwelt als zentraler Wert und eine Regierung, die auf Kompetenz und Integrität beruht. Der Weg zurück zu einer republikanischen und konservativen Mehrheit wird kein offensichtlicher und kein leichter werden. Und ich nehme für mich nicht in Anspruch, die Antworten zu kennen. Im Moment sind es jedoch die Fragen, die zählen.
Frum ist (Stand 2009) ein Kritiker des rechten Populismus der Tea-Party-Bewegung. Ein Artikel im amerikanisch-jüdischen Magazin Tablet von Ende September 2011 will eine Veränderung seiner politischen Haltung in Richtung Progressivismus festgestellt haben: „Seit die Tea-Party die Republikanische Partei dominiert, hat sich Frum in bemerkenswert kurzer Zeit von einem Star des rechten Parteiflügels zu einem Apostaten gewandelt.“
Im Mai 2012 veröffentlichte David Frum seinen ersten Roman Patriots.
Am 8. November 2016 gewann Donald Trump die Präsidentschaftswahl 2016. Acht Tage später sagte Frum über Twitter voraus, in den kommenden Monaten werde man vermehrt über den 25. Zusatzartikel zur Verfassung der Vereinigten Staaten reden, wonach der US-Präsident wegen Amtsunfähigkeit seines Amtes enthoben werden kann („Twenty-Fifth Amendment to the Constitution. Article 4. We’re all going to be talking a lot more about it in the months ahead“). Zwei Wochen nach Trumps Amtsantritt veröffentlichte Frum einen vielbeachteten Artikel (How to Build an Autocracy. The preconditions are present in the U.S. today. Here’s the playbook Donald Trump could use to set the country down a path toward illiberalism.) Bei der Präsidentschaftswahl 2016 gab er Hillary Clinton seine Stimme. 2017 kritisierte Frum, Trump habe den Konflikt mit Nordkorea „verbal eskalieren lassen“, er habe „einfach das Maul aufgerissen, ohne nachzudenken, was er da sagt“ und er habe „keine Strategie“, sondern „bloß Taktiken, die sich situativ aus seinen Launen heraus zu ergeben scheinen“. In einer Rezension des Buches Fire and Fury: Inside the Trump White House (2018) von Michael Wolff lobte er diesen dafür, Trumps wahre Natur so klar gezeigt zu haben wie niemand vor ihm.
In der November-Ausgabe des Atlantic vor den Präsidentschaftswahlen 2020 konstatierte er, das von den Gründervätern erdachte System zur Eindämmung autokratischer Tendenzen funktioniere nicht mehr und listete konkrete Beispiele auf, in welchen Bereichen Trump ungehindert kriminell agieren konnte: Aufruf zu politisierter Gewalt; Missbrauch des Begnadigungs-Rechtes; Missbrauch öffentlicher Mittel zum persönlichen Vorteil; Umleitung öffentlicher Gelder in eigene Firmen.

## Privates
Gemäß dem amerikanischen Journalisten Robert Novak bezeichnet sich Frum als „nicht besonders praktizierenden Jude“. Er ist mit der konservativen kanadischen Autorin und Journalistin Danielle Crittenden verheiratet, mit der er drei Kinder hat.

## Werke
- Trumpocracy: The Corruption of the American Republic. Harper, New York 2018, ISBN 978-0-06-279673-8.
- Comeback: Conservatism That Can Win Again. Doubleday, New York 2007, ISBN 978-0-385-51533-7.
- An End to Evil: How to Win the War on Terror.  mit Richard Perle, Random House, New York und Toronto 2004, ISBN 978-1-4000-6194-5.
- The Right Man: The Surprise Presidency of George W. Bush. Random House, New York und Toronto 2003, ISBN 978-0-375-50903-2.
- How We Got Here: The 70's: The Decade That Brought You Modern Life – For Better or Worse. Basic Books, New York 2000, ISBN 978-0-465-04195-4.
- What's Right: The New Conservative Majority and the Remaking of America. Basic Books, New York 1997, ISBN 978-0-465-04198-5.
- What's Right : The New Conservatism and What It Means for Canada. Random House of Canada, Mississauga, Ontario 1996, ISBN 978-0-679-30783-9.
- Dead Right. Basic Books, New York 1995 ISBN 978-0-465-09825-5.
- Why Romney Lost. Newsweek 2012.
- Patriots. CreateSpace Independent Publishing Platform 2012, ISBN 978-1-4751-4196-2.